# Uromunna cananeia
Uromunna cananeia là một loài chân đều trong họ Munnidae. Loài này được Pires miêu tả khoa học năm 1985.